# Балмашёв, Степан Валерианович
Степа́н Валериа́нович Балмашёв (3 (15) апреля 1881, Архангельск — 3 (16) мая 1902, Шлиссельбург, Санкт-Петербургская губерния, Российская империя) — российский революционер, террорист, студент Киевского университета, убийца министра внутренних дел Дмитрия Сипягина. Первое лицо, казнённое по политическим мотивам в период нахождения у власти Николая II.

## Революционная деятельность
Родился в Архангельске в семье политического ссыльного, народника Валериана Александровича Балмашёва. В 1900 году поступил в Киевский университет в момент подъёма студенческого движения и сразу же принял в нём самое активное участие. На студенческие волнения правительство отвечает постановлением о сдаче в солдаты 183 киевских студентов, в том числе и Балмашёва. В конце января 1901 года Степана, как одного из руководителей студенческой забастовки, арестовали и после трёх месяцев тюремного заключения отправили в Рославль Смоленской губернии под надзор военного начальства. К осени 1901 года вследствие нового правительственного курса «сердечного попечения» освободился от военной службы и уехал в Харьков, где рассчитывал поступить в университет. Ввиду его неблагонадёжности в приёме в университет ему отказали, но Балмашёв, пробыв там месяц, успел завязать связи с местными революционными организациями и начал вести рабочие кружки как социал-демократов, так и социалистов-революционеров (такую двойственность он объяснял тем, что не находил, по существу, разницы между указанными партиями в практической линии осуществления ими своих программ). Из Харькова возвратился в Киев, где, вопреки его ожиданиям, его снова приняли в университет. В Киеве он познакомился с Григорием Гершуни, оказавшим на него большое влияние, и, собственно, подвинувшим неуравновешенного юношу к террористическому акту.

## Убийство Сипягина
Во вторник, 2 (15) апреля 1902 года, в час дня к зданию Мариинского дворца подъехала пролётка, в которой находился Балмашёв. Покинув её, он, одетый в форму адъютанта, направился во дворец и, узнав от дежурившего унтер-офицера, что министр внутренних дел ещё не прибыл, заявил, что в таком случае поедет к Сипягину домой, однако вскоре сменил решение и остался его ждать в швейцарской. Через несколько минут вошёл и министр. Балмашёв подошёл к последнему и со словами, что привёз пакет с бумагами от великого князя Сергея Александровича, произвёл в Сипягина несколько выстрелов, причинив смертельные раны, от которых министр через час (по другой версии — через несколько часов) скончался.
В случае отсутствия возможности ликвидировать Сипягина планировалось совершить убийство К. П. Победоносцева.

### Спор о партийной принадлежности Балмашёва

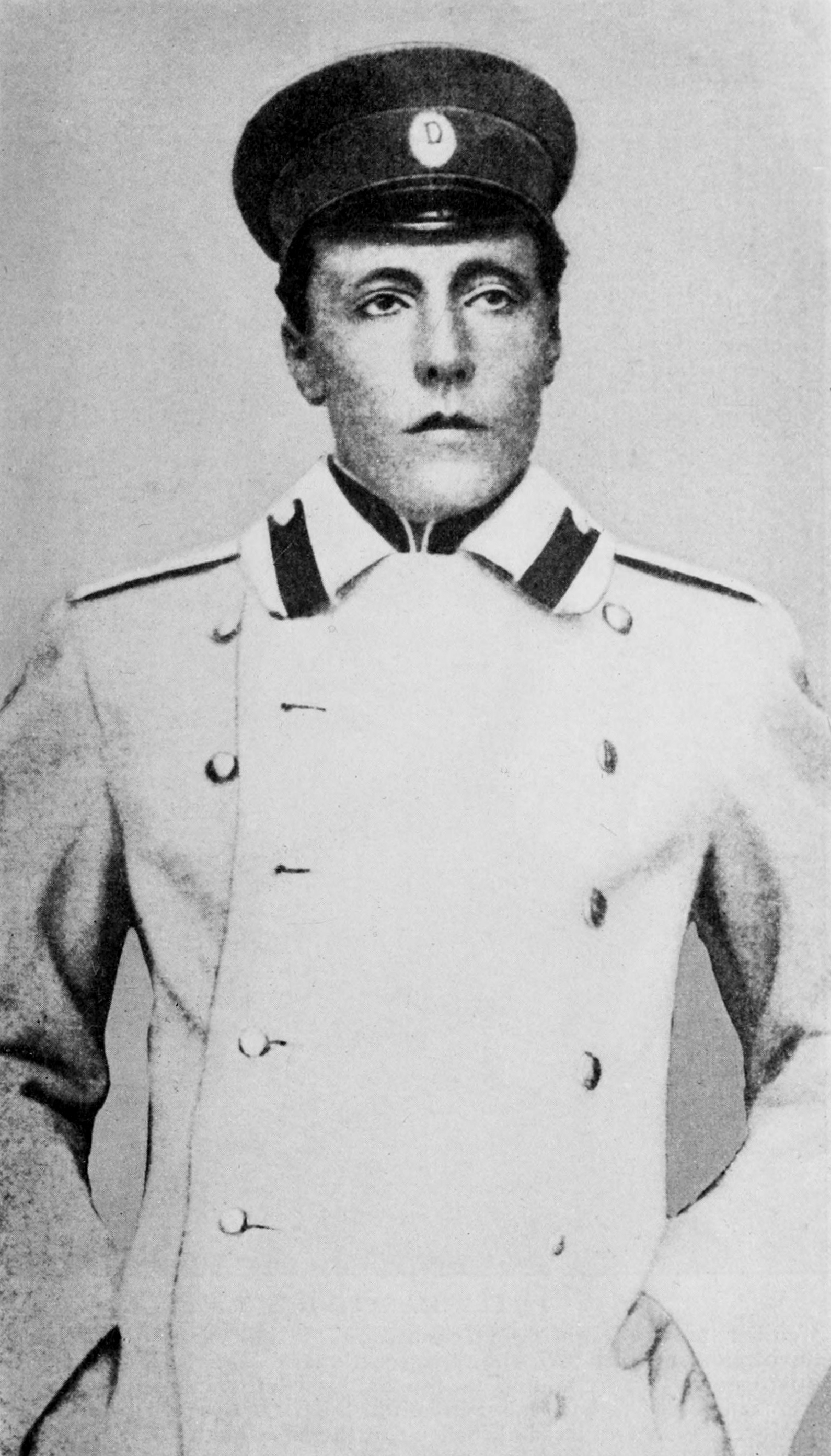
Степан Балмашёв в форме адъютанта

В связи с террористическим актом Балмашёва возникла полемика между органом социал-демократов «Искрой» и боевой организации социалистов-революционеров, поддержанной их органом «Революционная Россия» по вопросу о принадлежности Степана Валериановича к партии эсеров и по существу вопроса о терроре. Последние упрекали «Искру» в неправильном освещении политического мировоззрения Балмашёва. Боевая организация партии социалистов-революционеров и «Революционная Россия» заявляли, что террорист совершил убийство Сипягина как член партии эсеров, выполнивший постановление партии. «Искра», ссылаясь на категорическое утверждение Балмашёва на суде, что «его единственным помощником было русское правительство» и на отсутствие в его заявлении хотя бы единого слова о боевой организации партии социалистов-революционеров, расценивала террористический акт как ответ представителя студенчества на попытку ликвидации студенческого движения. «Искра» писала, что «охотно верит», что Балмашёв был социалистом, «не сомневается» в том, что он был революционером, но ниоткуда не видно, что «Балмашёв был социалистом-революционером».

## Расследование. Суд. Казнь
Император отдал распоряжение о рассмотрении дела об убийстве Сипягина военному трибуналу. На одном из допросов Балмашёв заявил: «Террористический способ борьбы я считаю бесчеловечным и жестоким, но он является неизбежным при современном режиме». Военный суд приговорил его к смертной казни через повешение. Мать направляла Николаю II прошение о помиловании сына, однако император согласился произвести амнистию террориста только в случае подачи прошения о помиловании им лично. П. Н. Дурново и директор департамента полиции С. Э. Зволянский убеждали Балмашёва подать прошение о помиловании, но Степан отказался. Тогда к нему послали известного петербургского священника и общественного деятеля Г. С. Петрова, на все уговоры которого осуждённый отвечал, что «должен идти на казнь, иначе подача прошения поселит раздор в партии; одни будут обвинять его, другие — защищать и много сил потратят на такое ничтожное дело, смерть же его объединит всех». Повешен в Шлиссельбургской крепости в пять часов утра 3 (16) мая 1902 года.